# Campeonato Mundial de Patinaje Artístico sobre Hielo de 1990
El LXXX  Campeonato Mundial de Patinaje Artístico se realizó en Halifax (Canadá) entre el 6 y el 10 de marzo de 1990 bajo la organización de la Unión Internacional de Patinaje sobre Hielo (ISU) y la Federación Canadiense de Patinaje sobre Hielo. 
Las competiciones se efectuaron en el pabellón Halifax Metro Centre. 

## Resultados

### Masculino
| Puesto | Nombre             | País            | Puntos |
| ------ | ------------------ | --------------- | ------ |
| Oro    | Kurt Browning      | Canadá          |        |
| Plata  | Viktor Petrenko    | Unión Soviética |        |
| Bronce | Christopher Bowman | Estados Unidos  |        |

### Femenino
| Puesto | Nombre       | País           | Puntos |
| ------ | ------------ | -------------- | ------ |
| Oro    | Jill Trenary | Estados Unidos |        |
| Plata  | Midori Ito   | Japón          |        |
| Bronce | Holly Cook   | Estados Unidos |        |

### Parejas
| Puesto | Nombre                                 | País            | Puntos |
| ------ | -------------------------------------- | --------------- | ------ |
| Oro    | Yekaterina Gordéyeva / Serguéi Grinkov | Unión Soviética |        |
| Plata  | Isabelle Brasseur / Lloyd Eisler       | Canadá          |        |
| Bronce | Natalya Mishkutenok / Artur Dmitriyev  | Unión Soviética |        |

### Danza en hielo
| Puesto | Nombre                              | País            | Puntos |
| ------ | ----------------------------------- | --------------- | ------ |
| Oro    | Marina Klimova / Sergei Ponomarenko | Unión Soviética |        |
| Oro    | Isabelle Duchesnay / Paul Duchesnay | Francia         |        |
| Plata  | Maya Usova / Alexandr Zhulin        | Unión Soviética |        |

## Medallero
| Núm. | País            | Oro | Plata | Bronce | Total |
| ---- | --------------- | --- | ----- | ------ | ----- |
| 1    | Unión Soviética | 2   | 1     | 2      | 5     |
| 2    | Canadá          | 1   | 1     | 0      | 2     |
| 3    | Estados Unidos  | 1   | 0     | 2      | 3     |
| 4    | Francia         | 0   | 1     | 0      | 1     |
| 4    | Japón           | 0   | 1     | 0      | 1     |
|      | TOTAL           | 4   | 4     | 4      | 12    |

| Predecesor: Francia 1989 | Campeonato Mundial de Patinaje Artístico sobre Hielo 1990 | Sucesor: Alemania 1991 |

- Datos: Q1319109